# Wilf Enighma
Wilf Enighma, à l'état civil Wilfried Danon, est un artiste, chanteur R&B, compositeur, et rappeur béninois.

## Biographie
Wilf Enighma naît à Cotonou en 1985 d'un père pasteur. Il fait ses débuts dans le rap en tant que membre du groupe Destroy. Avec le temps, Enighma aujourd'hui Wilf Enighma, évolue en solo en changeant de style musical pour se mettre aux chants consacrés à l'amour.

## Discographie
Wilf Enighma a à son actif plusieurs singles et  featurings : Ma volonté, Awame, Guigo non, La vie ici bas, Ma moitié, Oh Mama, Elle parle de moi, Je m'en vais, Tu es ma belle, Si tu m'aimes, Rappelez, Mes rêves, Afrika.

## Distinction
- Meilleur Parolier 2014[3],[4].

## Collaborations
- Rappelez (feat. Mister Blaaz)[5],
- Himalaya (feat. Kôba Building)[6],[7],
- Afrika (feat. soul bangs)[8].